# Jean-Jack Salles
Pour les articles homonymes, voir Salles.
Jean-Jack Salles est un inspecteur d'assurances et homme politique français (UDF), né le 17 février 1935 à Constantine (Algérie) et mort le 24 août 2009 à Bondy. Il est maire des Lilas, conseiller régional, puis vice-président du conseil régional d'Île-de-France et député de la Seine-Saint-Denis.

## Biographie
Inspecteur d'assurances, il devient maire des Lilas en 1983. Pendant trois mandats successifs, de 1983 à 2001, il dote la ville d'équipements scolaires, sociaux, culturels et sportifs. Un lycée polyvalent, le lycée Paul Robert, est implanté dans la ville. La salle des fêtes de la ville restaurée et équipée devient le théâtre du Garde-Chasse. Les acquisitions foncières en vue de la réalisation d'un grand parc communal en centre-ville ont débuté dès 1984, ce parc est aujourd'hui réalisé (parc Lucie-Aubrac). La rénovation du centre-ville a été lancée en 1991, dans le cadre d'une ZAC, avec des préconisations architecturales précises pour intégrer les nouvelles constructions dans leur environnement. La reconstruction de l'église et la construction d'une école étaient prévues dans le périmètre de la ZAC.
En 1994, il combat - sans succès - l'implantation, en remplacement d'un hôtel, du siège et de l'hôtel social de l'Armée du salut aux Lilas. 
Se représentant pour un quatrième mandat en 2001, il est battu par le socialiste Daniel Guiraud.

## Député
Il devient député de la Seine-Saint-Denis le 1er avril 1986 en remplacement de Didier Bariani, nommé membre du gouvernement. Il le reste jusqu'au 14 mai 1988.

## Conseiller régional
Il est élu conseiller régional d'Île-de-France en 1986. Il est vice-président chargé de la Culture de 1989 à 1992, puis de 1992 à 1998. Dans ce cadre, il a mis en œuvre la politique culturelle de proximité du Conseil régional d'Île-de-France : réhabilitation du patrimoine régional, soutien à la création d'équipements culturels, action et diffusion culturelle en petite et grande couronne « au-delà du périphérique ». 

## Divers
En 2001 il devient président de l'office HLM de Drancy. 
Il est élevé au grade d'officier de la Légion d'honneur en 2005.